# Egesina formosana
Egesina formosana är en skalbaggsart som först beskrevs av Schwarzer 1925.  Egesina formosana ingår i släktet Egesina och familjen långhorningar.
Artens utbredningsområde är Taiwan. Inga underarter finns listade i Catalogue of Life.